# Provinz Moyobamba
Die Provinz Moyobamba ist eine von zehn Provinzen der Region San Martín in Nord-Peru. Sie hat eine Fläche von 3772 km². Beim Zensus 2017 wurden in der Provinz 129.909 Einwohner gezählt. Im Jahr 1993 lag die Einwohnerzahl bei 69.943, im Jahr 2007 bei 115.389. Die Provinzverwaltung befindet sich in der Stadt Moyobamba.

## Geographische Lage
Die Provinz Moyobamba liegt im Norden der Region San Martín. Die Höhenkämme der peruanischen Ostkordillere durchziehen das Gebiet in nordwestlicher Richtung. Die Provinz hat eine Längsausdehnung in NW-SO-Richtung von etwa 135 km. Der Río Mayo durchfließt die Provinz in überwiegend südöstlicher Richtung.
Die Provinz Moyobamba grenzt im Norden an die Provinz Datem del Marañón (Region Loreto), im Nordosten an die Provinz Alto Amazonas (ebenfalls in der Region Loreto), im Südosten an die Provinz Lamas, im Süden an die Provinzen El Dorado und Huallaga, im Westen an die Provinzen Rodríguez de Mendoza (Region Amazonas), Rioja und Bongará (Region Amazonas).

## Verwaltungsgliederung
Die Provinz Moyobamba ist in sechs Distrikte unterteilt. Der Distrikt Moyobamba ist Sitz der Provinzverwaltung.
| Distrikt  | Verwaltungssitz |
| --------- | --------------- |
| Calzada   | Calzada         |
| Habana    | Habana          |
| Jepelacio | Jepelacio       |
| Moyobamba | Moyobamba       |
| Soritor   | Soritor         |
| Yantalo   | Yantalo         |